# Match & Win
Match & Win was een spelprogramma waarin presentator Ron Boszhard testte hoe goed de een de ander kende.
Boszhard sprak twee mensen aan op straat die bij elkaar hoorden. Eerst ging Ron met de eerste kandidaat een winkel in. Die mocht iets uitzoeken. Als de ander, los van de eerste kandidaat, hetzelfde artikel of voorwerp kon aanwijzen, mocht deze het houden.